# Носелівська сільська рада
Носе́лівська сільська́ ра́да — колишня адміністративно-територіальна одиниця та орган місцевого самоврядування в Борзнянському районі Чернігівської області. Адміністративний центр — село Носелівка.

## Загальні відомості
- Територія ради: 35,77 км²
- Населення ради: 816 осіб (станом на 2001 рік)

Носелівська сільська рада зареєстрована 1918 року. Стала однією з 26-ти сільських рад Борзнянського району і одна з 16-ти, яка складається більше, ніж з одного населеного пункту.

## Населені пункти
Сільській раді підпорядковані населені пункти:
- с. Носелівка (743 особи)
- с. Мала Доч (73 особи)

## Керівний склад
| Прізвище, ім'я, по батькові  | Основні відомості                                                                                  | Дата обрання | Дата звільнення |
| ---------------------------- | -------------------------------------------------------------------------------------------------- | ------------ | --------------- |
| Тарасенко Петро Петрович     | Сільський голова, 1956 року народження, безпартійний                                               | 26.03.2006   | 31.10.2010      |
| Степанець Людмила Віталіївна | Сільський голова, 1961 року народження, освіта вища, член Всеукраїнського об'єднання «Батьківщина» | 31.10.2010   | 01.01.2014      |
| Боклаг Володимир Петрович    | Сільський голова, 1987 року народження, освіта вища                                                | 25.05.2014   |                 |

Примітка: таблиця складена за даними сайту Верховної Ради України

### Депутати
За результатами місцевих виборів 2010 року депутатами ради стали:

#### За суб'єктами висування
| Суб'єкт висування                                       | Кількість обраних депутатів | %   |
| ------------------------------------------------------- | --------------------------- | --- |
| Політична партія Всеукраїнське об'єднання «Батьківщина» | 6                           | 50  |
| Партія регіонів                                         | 3                           | 25  |
| Політична партія «Сильна Україна»                       | 1                           | 8,3 |
| Самовисування                                           | 1                           | 8,3 |
| Соціалістична партія України                            | 1                           | 8,3 |

#### За округами
| № округу                                                | Прізвище, ім'я, по батькові     | Дата визнання обраним | Освіта             | Партійна приналежність                        | Відомості про обраного депутата                      |
| ------------------------------------------------------- | ------------------------------- | --------------------- | ------------------ | --------------------------------------------- | ---------------------------------------------------- |
| Партія регіонів                                         |                                 |                       |                    |                                               |                                                      |
| 4                                                       | Матвієнко Валентина Михайлівна  | 03.11.2010            | вища               | член Партії регіонів                          | школа, кухар                                         |
| 9                                                       | Свириденко Тарас Іванович       | 03.11.2010            | середня            | член Партії регіонів                          | ПП"АртаніяАгро", тракторист                          |
| 11                                                      | Петровець Парасковія Василівна  | 10.07.2011            | середня            | член Партії регіонів                          | Новоселівська сільська рада, секретар виконкому      |
| Політична партія Всеукраїнське об'єднання «Батьківщина» |                                 |                       |                    |                                               |                                                      |
| 2                                                       | Курило Тетяна Юріївна           | 03.11.2010            | вища               | член Всеукраїнського об'єднання «Батьківщина» | тимчасово не працює                                  |
| 3                                                       | Залозна Лідія Йосипівна         | 03.11.2010            | вища               | член Всеукраїнського об'єднання «Батьківщина» | Сільськарада, секретар                               |
| 6                                                       | Труш Людмила Михайлівна         | 03.11.2010            | вища               | член Всеукраїнського об'єднання «Батьківщина» | ВідділенняЗв;язку, завідувачка                       |
| 7                                                       | Зінченко Олена Михайлівна       | 03.11.2010            | вища               | член Всеукраїнського об'єднання «Батьківщина» | тимчасово не працює                                  |
| 8                                                       | Головань Віра Іванівна          | 03.11.2010            | вища               | член Всеукраїнського об'єднання «Батьківщина» | Управління праці та соц.захисту, соціальнийПрацівник |
| 12                                                      | Тищенко Людмила Миколаївна      | 03.11.2010            | середня спеціальна | член Всеукраїнського об'єднання «Батьківщина» | тимчасово не працює                                  |
| Політична партія «Сильна Україна»                       |                                 |                       |                    |                                               |                                                      |
| 5                                                       | Близнюк Володимир Петрович      | 03.11.2010            | середня            | член Політичної партії «Сильна Україна»       | тимчасово не працює                                  |
| Соціалістична партія України                            |                                 |                       |                    |                                               |                                                      |
| 10                                                      | Устименко Валентина Леонідівна  | 03.11.2010            | вища               | член Соціалістичної партії України            | пенсіонер                                            |
| Самовисування                                           |                                 |                       |                    |                                               |                                                      |
| 1                                                       | Курінська Наталія Володимирівна | 03.11.2010            | вища               | позапартійна                                  | тимчасово не працює                                  |